# Major Pál (lelkész, 1711–1758)
Major Pál (Körmöcbánya, 1711. február 22. – Csetnek, 1758. október 18.) evangélikus lelkész.

## Életútja
Major János lelkész és Wozár Rozina fia. Tanult szülőhelyén, azután Köviben (Gömör megye), ahol atyja akkor lelkész volt; ennek halála után Osgyánba ment, ahol Farkas György rektor és Oertel János Gottfried lelkész pártfogásukba vették és segítették. Innét Besztercebányára, majd Körmöcbányára, Eperjesre, végül Csetnekre távozott. 1734. február 18-án a wittenbergi egyetemre iratkozott be, ahol az Ágoston-kolostorban levő könyvtárnál alkalmazták. 1737-ben visszatért hazájába és 1738-ban a rozsnyói evangélikus egyház megválasztotta lelkészének és június 5-én Csetneken Antoni Sámuel szuperintendens beiktatta. 1741-től Besztercebányán volt lelkész, 1755-ben Csetnekre ment, ahol 1758. október 18-án meghalt.

## Munkássága
Történelmi ismereteit felhasználva, több kódexet és kéziratot tanulmányozott és ezekből a hazai egyházi és polgári történelemre való jegyzeteket írt, melyeket Schmal András is felhasznált Brevis de vita superintendentium evangelicorum in Hungaria commentatio c. munkájában (Fabó, Monumenta I. Pest, 1861.) Klein egy kéziratban maradt beszédjét említi: De omnium primo eoque universali praecone repurgati evangelii in Hungaria, melyet Major 1748-ban az egyházi gyűlésen tartott.

### Kéziratai aMagyar Nemzeti Múzeumban
- Magyar könyvház, id est Bibliothecae universalis librorum hungarica lingua editorum, quam adornare cepit 1748, ívrét 25 lap;
- Concionale 1749. 12rét 208 lap;
- Orationes occasionales, ívrét.